# Pöttelsdorf
Pöttelsdorf is een gemeente in de Oostenrijkse deelstaat Burgenland, gelegen in het district Mattersburg (MA). De gemeente heeft ongeveer 600 inwoners.

## Geografie
Pöttelsdorf heeft een oppervlakte van 7,9 km². Het ligt in het uiterste oosten van het land.
Antau · Bad Sauerbrunn · Baumgarten · Draßburg · Forchtenstein · Hirm · Krensdorf · Loipersbach · Marz · Mattersburg · Neudörfl · Pöttelsdorf · Pöttsching · Rohrbach bei Mattersburg · Schattendorf · Sieggraben · Sigleß · Wiesen · Zemendorf-Stöttera
- Gemeinsame Normdatei: 4509582-6
- Library of Congress Control Number: nb2004300666
- Nationale Bibliotheek van Israël: 987007469729305171
- Virtual International Authority File: 150345644